# Children of God (Album)
Children of God ist das fünfte Studioalbum der US-amerikanischen Band Swans. Es wurde 1987 als Doppel-LP und CD auf dem amerikanischen Label Caroline Records und dem britischen Label Product Inc. (einem Sublabel von Mute Records) veröffentlicht.

## Entstehungsgeschichte und Musikstil
Children of God entstand komplett in Großbritannien. Das Album wurde im Februar und März 1987 im Sawmills Studio in Golant, Cornwall, aufgenommen und im März und April in den Guerilla Studios, London, abgemischt.
Das bislang von Power Rock-Rhythmen dominierte Repertoire der Band wurde hier, noch stärker als auf den Vorgängeralben Greed und Holy Money, um melodiöse Kompositionen mit akustischer Instrumentierung erweitert.
Michael Gira bezeichnete Children of God als Wendepunkt in der Geschichte der Swans. So schrieb er auf seiner Webseite über das Album und die darin enthaltene Erweiterung der Noise-Rock-Strukturen:

„Ich wollte mich anderen Dingen zuwenden und nicht in irgendeinem Musikstil verharren, der in unserem Fall hätte albern werden können, wenn wir einfach so weiter gemacht hätten. […] Children of God war ein bedeutender Wendepunkt für die Swans, und die hier erstmals zu Tage tretende musikalische Richtung war der fruchtbare Boden für die kommenden Alben.“

## Titelliste
Alle Titel von den Swans.
1. New Mind – 5:12
2. In My Garden – 5:34
3. Our Love Lies – 5:47
4. Sex, God, Sex – 6:43
5. Blood and Honey – 4:45
6. Like a Drug (Sha La La La) – 5:36
7. You’re Not Real, Girl – 4:18
8. Beautiful Child – 5:13
9. Blackmail – 3:33
10. Trust Me – 4:25
11. Real Love – 6:19
12. Blind Love – 7:44
13. Children of God – 4:33

Die Laufzeiten entsprechen den Angaben auf der LP. Das Stück Trust Me am Ende der dritten Seite blendet über in eine knapp einminütige, nicht in der Titelliste aufgeführte Tonaufnahme von durch Wasser gleitenden Bootspaddel. Blackmail ist eine Alternativversion des gleichnamigen Stücks von der EP A Screw.
Auf späteren Wiederveröffentlichungen wurde Children of God mit Kompositionen des Swans-Seitenprojekts World of Skin und zwei Stücken der EP New Mind kombiniert. Die LP-Version von Our Love Lies wurde durch die Version auf der Love Will Tear Us Apart-EP ersetzt.

## Rezeption
Für viele Kritiker gilt Children of God als ein Schlüsselwerk der Swans:

„Auf Children of God macht die Band einen großen Schritt nach vorne. Die Änderungen, die sich auf den vorherigen Alben andeuteten, rücken hier in den Vordergrund […]“

„Das Frühwerk der Swans auf Filth oder Young God zeigte die Band auf einfache Beats in brutal hinwegfegenden, maschinellen Kakophonien fixiert; in vielerlei Hinsicht die Realisierung der Theorien der Futuristen. Später, mit Verstärkung durch Jarboe, erweiterte Gira das Ganze durch abwechslungsreichere Töne, mischte Widerhaken und räumliche Erweiterungen in die starren Rhythmen. Children of God steht beispielhaft für diesen Wechsel: der manisch-heftige Drone des Eröffnungsstücks New Mind weicht der Zerbrechlichkeit von Jarboes In My Garden.“